# Fitzroya
Genre
Espèce
Statut de conservation UICN

 EN A2acd : En danger
Statut CITES
Répartition géographique
Fitzroya est un genre d'arbres de la famille des Cupressaceae (comme les cyprès), qui ne comprend qu'une seule espèce, le Fitzroya cupressoides natif des montagnes andines du Chili central et des régions adjacentes d'Argentine, où il constitue un membre important de la forêt tempérée décidue et mixte spécifique à l'Amérique du Sud, appelée forêt tempérée valdivienne.

## Phytonymie

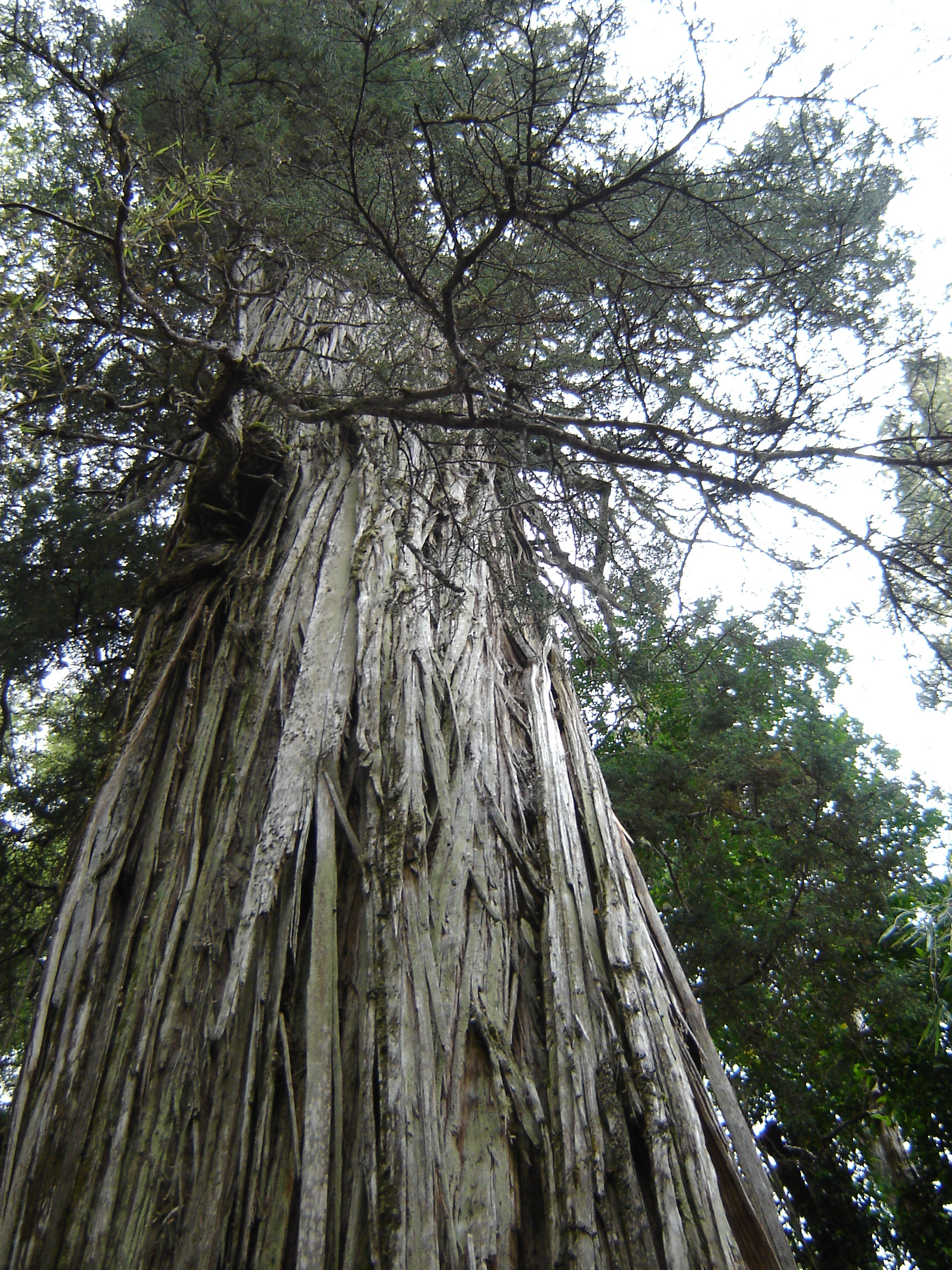
Fitzroya cupressoides au parc national Los Alerces du Chubut, Argentine, estimé à 2600 ans, mesurant 57.5 mètres de hauteur et 2.3 m de diamètre.

Son nom scientifique est un hommage à Robert FitzRoy, capitaine du célèbre navire le Beagle, qui transporta Charles Darwin dans son tour du monde. Parmi les noms communs locaux, il y a lahuán (le nom mapuche, un des peuples indigènes d'Amérique du Sud), alerce (en espagnol sud-américain) et cyprès de Patagonie.
Le nom Fitzroya patagonica est synonyme de Fitzroya cupressoides.

## Caractéristiques
C'est une espèce qui peut vivre plusieurs milliers d'années. On dénombre des sujets vieux de 3 000 ans, atteignant les 55 m de haut. L'un d'entre eux, découvert en 2022 dans le parc national Alerce Costero, au Chili et surnommé « Gran Abuelo » ou "Alerce milenario" pourrait être l'arbre vivant connu le plus vieux du monde, avec un âge estimé à 5 484 ans,. Il détrônerait alors le pin Bristlecone surnommé « Mathusalem » et ses 4 853 anneaux.